# 十八罗汉手
十八罗汉手，是南拳類的中國武術，據說出自於南少林寺。

## 南方
清朝平定臺灣明鄭王朝後，嚴禁漢人習武結盟，故華南當時流行動氣功，五禽戲及八段錦等運動。此套類似健身操的動氣功，傳入福建南少林寺之後，變成了羅漢拳。
南少林寺僧又從羅漢拳衍生出大、小羅漢拳。傳入廣東以後，融會於洪拳之中，稱佛家拳或佛家掌，由於起手為「左右穿花」，故又稱為花拳。
後由軍人傳到江蘇及浙江時，演變成七十二式少林拳，金一明後，又稱達摩拳，說是達摩祖師由天竺帶來中國的武術。

## 北方
泉州安溪人李明擔任武官時，移居山東萊陽。帶去羅漢拳的「短打術」與五拳等南方拳。清乾隆時李氏後人李秉霄融匯當地紅拳拳術後，又稱為「羅漢短打」，李秉霄也創了梅花螳螂拳，相當程度上用了十八罗汉手的招式。
清末市面上，有所謂昇霄道人手抄本《羅漢短打》一書出現；稱《羅漢短打》本出於少林寺，初原為寺僧健身用，也說是由達摩帶來。